# Xiaomi Mi A1
Lo Xiaomi Mi A1 è uno smartphone di fascia medio-bassa prodotto da Xiaomi in partnership con Google e presentato a settembre 2017.
Il Mi A1 è un prodotto identico allo Xiaomi Mi5X, con l'aggiunta di Android One, la versione "pura" di Android senza modifiche da parte del produttore (e in questo caso, quindi, senza MIUI).

## Caratteristiche tecniche

### Hardware
Lo Xiaomi Mi A1 è dotato di chipset Qualcomm Snapdragon 625 octa-core con frequenza di 2 GHz, GPU Adreno 506, connettività 2G GSM (bande 850/900/1800/1900), 3G HSDPA (bande 850/900/1900/2100), 4G LTE (bande 1,3,5,7,8,20,38,40) Wi-Fi 802.11 a/b/g/n/ac, dual-band, WiFi Direct, hotspot, Bluetooth 4.2, A2DP, LE; GPS, A-GPS, GLONASS, BDS; porta ad infrarossi, USB 2.0 Tipo-C.
Lo schermo è un LTPS IPS LCD con diagonale di 5,5 pollici e risoluzione Full HD, la fotocamera posteriore è doppia, con una 12 MP (f/2.2, 26mm, pixel di 1.25 µm) affiancata ad un'altra 12 MP (f/2.6, 50mm, pixel di 1 µm), autofocus, zoom ottico 2x, flash dual-LED dual-tone, con registrazione video 4K@30fps, Full HD@30fps, moviola 720p@120fps. La fotocamera anteriore è da 5 MP, registra video Full HD 1080p.
Il dispositivo ha 4 GB di RAM ed è presente in tagli da 32 o da 64 GB di memoria interna, in entrambi i casi espandibile usando lo slot ibrido (utilizzabile o per la seconda SIM, rendendo il dispositivo Dual SIM, o per l'inserimento della microSD).
Infine, la batteria agli ioni di litio ha una capacità di 3080 mAh e, come la maggioranza dei nuovi smartphone, non è removibile.

### Software
Lo Xiaomi Mi A1 è stato commercializzato con Android 7.1.2 in versione Android One, il 31 dicembre 2017 è stato aggiornato ad Android 8.0 Oreo e il 23 dicembre 2018 ad Android 9 Pie.
Tutti i dispositivi con Android One ricevono almeno 18 mesi di aggiornamenti e un avanzamento di versione di Android, hanno spazio di archiviazione illimitato su Google Foto e sono ottimizzati per Google Assistant.